# Zeramdine
Zeramdine este un oraș în guvernoratul Monastir, Tunisia.